# Scott County, Kansas
Scott County är ett administrativt område i delstaten Kansas, USA, med 4 936 invånare. Den administrativa huvudorten (county seat) är Scott City. 

## Geografi
Enligt United States Census Bureau så har countyt en total area på 1 859 km². 850 km² av den arean är land och 0 km² är vatten.  

### Angränsande countyn
- Gove County - nordost
- Lane County - öst
- Finney County - söder
- Kearny County - sydväst
- Wichita County - väst
- Logan County - nordväst